# Рифампицин
Рифампицин (лат. Rifampicinum) — антибиотик, противотуберкулёзное средство. Активен в отношении микобактерий туберкулёза и лепры. К действию рифампицина чувствительны многие штаммы неспорообразующих анаэробов, в т. ч. бактероиды, кишечные палочки, протеи, возбудители болезни легионеров, бруцеллеза, трахомы, орнитоза, риккетсиозов. Рифампицин действует на грамположительные (особенно стафилококки), в том числе множественно-устойчивые, стрептококки, грамположительные споровые палочки (возбудитель сибирской язвы и клостридии). Оказывает действие и на  грамотрицательные (менингококки, гонококки) кокки, но в отношении грамотрицательных бактерий менее активен.
Механизм действия связан с подавлением ДНК-зависимой РНК-полимеразы микроорганизмов.

## Фармакологическое действие
Полусинтетический антибиотик широкого спектра действия. Нарушает синтез РНК в бактериальной клетке: связывается с бета- субъединицей ДНК-зависимой РНК-полимеразы, препятствуя её присоединению к ДНК, и ингибирует транскрипцию РНК. На человеческую РНК-полимеразу не действует. Эффективен в отношении вне- и внутриклеточно расположенных микроорганизмов, особенно быстроразмножающихся внеклеточных возбудителей. Имеются данные о блокировании последней стадии формирования поксвирусов, возможно, за счёт нарушения образования наружной оболочки. Оказывает бактериостатическое, а в высоких концентрациях — бактерицидное действие. Высоко активен в отношении Mycobacterium tuberculosis, является противотуберкулёзным препаратом первого ряда. Активен в отношении грамположительных микроорганизмов (Staphylococcus spp., в том числе и множественно устойчивых; Streptococcus spp., Bacillus anthracis), а также в отношении некоторых грамотрицательных микроорганизмов. Действует на возбудителей Brucella spp., Legionella pneumophila, Salmonella Typhi, Mycobacterium leprae, Chlamydia trachomatis.
Устойчивость к рифампицину развивается быстро. Перекрёстной устойчивости с другими противотуберкулёзными препаратами (за исключением остальных рифампицинов) не отмечено.

## Фармакокинетика
Рифампицин хорошо всасывается из желудочно-кишечного тракта. Максимальная концентрация в крови достигается через 2—2,5 ч после приёма внутрь. При внутривенном капельном введении максимальная концентрация рифампицина наблюдается к концу инфузии. На терапевтическом уровне концентрация препарата при приёме внутрь и внутривенном введении поддерживается в течение 8—12 ч, в отношении высокочувствительных возбудителей — в течение 24 ч. Рифампицин хорошо проникает в ткани и жидкости организма и обнаруживается в терапевтических концентрациях в плевральном экссудате, мокроте, содержимом каверн, костной ткани. Наибольшая концентрация препарата создаётся в тканях печени и почек. Из организма выводится с желчью и мочой.
Основным показанием к применению является туберкулёз лёгких и других органов.
Кроме того, препарат применяют при различных формах лепры и воспалительных заболеваниях лёгких и дыхательных путей (бронхит, пневмония), вызываемых полирезистентными стафилококками, при остеомиелите, инфекциях моче- и желчевыводящих путей, острой гонорее и других заболеваниях, вызванных чувствительными к рифампицину возбудителями.
В связи с быстрым развитием устойчивости микроорганизмов, рифампицин назначают при нетуберкулёзных заболеваниях только в тех случаях, если неэффективны другие антибиотики.
Рифампицин оказывает вирулицидное действие на вирус бешенства, подавляет развитие рабического энцефалита; в связи с этим его используют для комплексного лечения бешенства в инкубационном периоде.
Препарат имеет яркий коричнево-красный цвет. Он окрашивает (особенно в начале лечения) мочу, мокроту, слёзную жидкость в оранжевокрасноватый цвет.

## Показания
- Туберкулёз различной локализации (все формы).
- Инфекционно-воспалительные заболевания, вызванные чувствительными к препарату микроорганизмами (прежде всего множественно устойчивыми стафилококками), в том числе:
  - остеомиелит;
  - пневмония;
  - пиелонефрит;
  - лепра;
  - менингококковое носительство;

## Противопоказания
- желтуха, недавно перенесённый (менее 1 года) инфекционный гепатит; — выраженные нарушения функции почек;
- беременность;
- грудное вскармливание;
- повышенная чувствительность к рифамицинам;
- внутривенное введение противопоказано при лёгочно-сердечной недостаточности и флебите.

## Побочное действие
Возможны: тошнота, рвота, диарея, снижение аппетита, повышение уровня печеночных трансаминаз, билирубина в сыворотке крови; окрашивание мочи в оранжево-красный цвет, головная боль, нарушение координации движений, нарушение зрения; нарушение менструального цикла; лейкопения; крапивница, эозинофилия, отёк Квинке, бронхоспазм, гриппоподобные симптомы, герпес. Редко — острая печеночная недостаточность; гемолитическая анемия, тромбоцитопеническая пурпура (при интерминирующей или нерегулярной терапии или при возобновлении лечения после перерыва).
Очень редко — некроз канальцев почки, интерстициальный нефрит, острая почечная недостаточность.

## Способы введения
Принимают внутрь натощак (за 0,5—1 ч до еды) или вводят внутривенно капельно (только взрослым).
Внутривенное вливание рифампицина рекомендуется при остро прогрессирующих и распространённых формах деструктивного туберкулёза лёгких, тяжёлых гнойно-септических процессах, когда необходимо быстро создать высокую концентрацию препарата в крови и если приём препарата внутрь затруднён или плохо переносится больным.
Монотерапия туберкулёза рифампицином часто сопровождается развитием устойчивости возбудителя к антибиотику, поэтому его следует сочетать с другими противотуберкулёзными средствами (стрептомицин, изониазид, этамбутол и др.), к которым сохранена чувствительность микобактерий туберкулёза.
При острой гонорее назначают внутрь в дозе 0,9 г в сутки однократно или в течение 1—2 дней.
Для профилактики бешенства, взрослым дают внутрь по 0,45—0,6 г в сутки, при тяжёлых повреждениях (укус в лицо, голову, кисти рук) — по 0,9 г в сутки; детям до 12 лет — по 8—10 мг/кг. Суточную дозу делят на 2—3 приёма. Длительность применения 5—7 дней. Лечение проводят одновременно с активной иммунизацией.
Лечение рифампицином должно проводиться под тщательным врачебным наблюдением. Возможны аллергические реакции (разной степени тяжести), хотя наблюдаются они относительно редко; кроме того — диспепсические явления, дисфункция печени и поджелудочной железы. При длительном приёме препарата необходимо периодически исследовать функцию печени и проводить анализы крови (в связи с возможностью развития лейкопении).
При быстром внутривенном введении может снизиться артериальное давление, а при длительном введении — развиться флебит.
Препарат уменьшает активность непрямых антикоагулянтов, пероральных гипогликемических средств, препаратов наперстянки. При одновременном приёме антикоагулянтов и рифампицина, при отмене последнего доза антикоагулянтов должна быть уменьшена.

## Лекарственное взаимодействие
Препараты ПАСК, содержащие бентонит (гидросиликат алюминия), следует назначать не ранее, чем через 4 ч после приёма Рифампицина. Рифампицин способствует снижению активности пероральных антикоагулянтов, пероральных противодиабетических препаратов, гормональных контрацептивов, препаратов наперстянки, хинидина, ГКС.

## Особые указания
Новорождённым и недоношенным детям Рифампицин назначают лишь в случае крайней необходимости. При применении препарата в период лактации необходимо решить вопрос о прекращении грудного вскармливания. С особой осторожностью назначают при заболеваниях печени, истощении. При лечении нетуберкулёзных инфекций возможно быстрое развитие резистентности микроорганизмов. Этот процесс можно предупредить, если комбинировать рифампицин с другими химиотерапевтическими средствами. При ежедневном применении Рифампицина его переносимость лучше, чем при интермиттирующем лечении. Если необходимо возобновить лечение Рифампицином после перерыва, то следует начинать с дозы 75 мг в сутки, постепенно повышая её на 75 мг в сутки до достижения желаемой дозы. При этом следует контролировать функцию почек. При длительном применении препарата показан систематический контроль картины периферической крови и функции печени.
В период лечения нельзя применять микробиологические методы определения концентрации фолиевой кислоты и витамина B12 в сыворотке крови.
Рифампицин окрашивает мочу, слёзы, мокроту, а также контактные линзы в коричнево-красный цвет.